# 北姓
北姓由來已久兼源頭很多的姓氏，但大概有三種来源。
- 源自地名相传是黄帝把蚩尤部落遷移至北地，后裔以北为姓。
- 源自遷移至中原的高句丽人中的北姓。
- 源自北门、北宫、北堂、北唐、北郭、北人、北野等复姓。[1]

現在北姓散居於河北曲阳、山西汾阳、四川德昌，内蒙古包头等地，唯人數不多。